# Tuc de la Montanyeta
El Tuc de la Montanyeta o Pic de la Montanyeta, és una muntanya que es troba en el terme municipal de la Vall de Boí, a la comarca de l'Alta Ribagorça, i dins del Parc Nacional d'Aigüestortes i Estany de Sant Maurici.

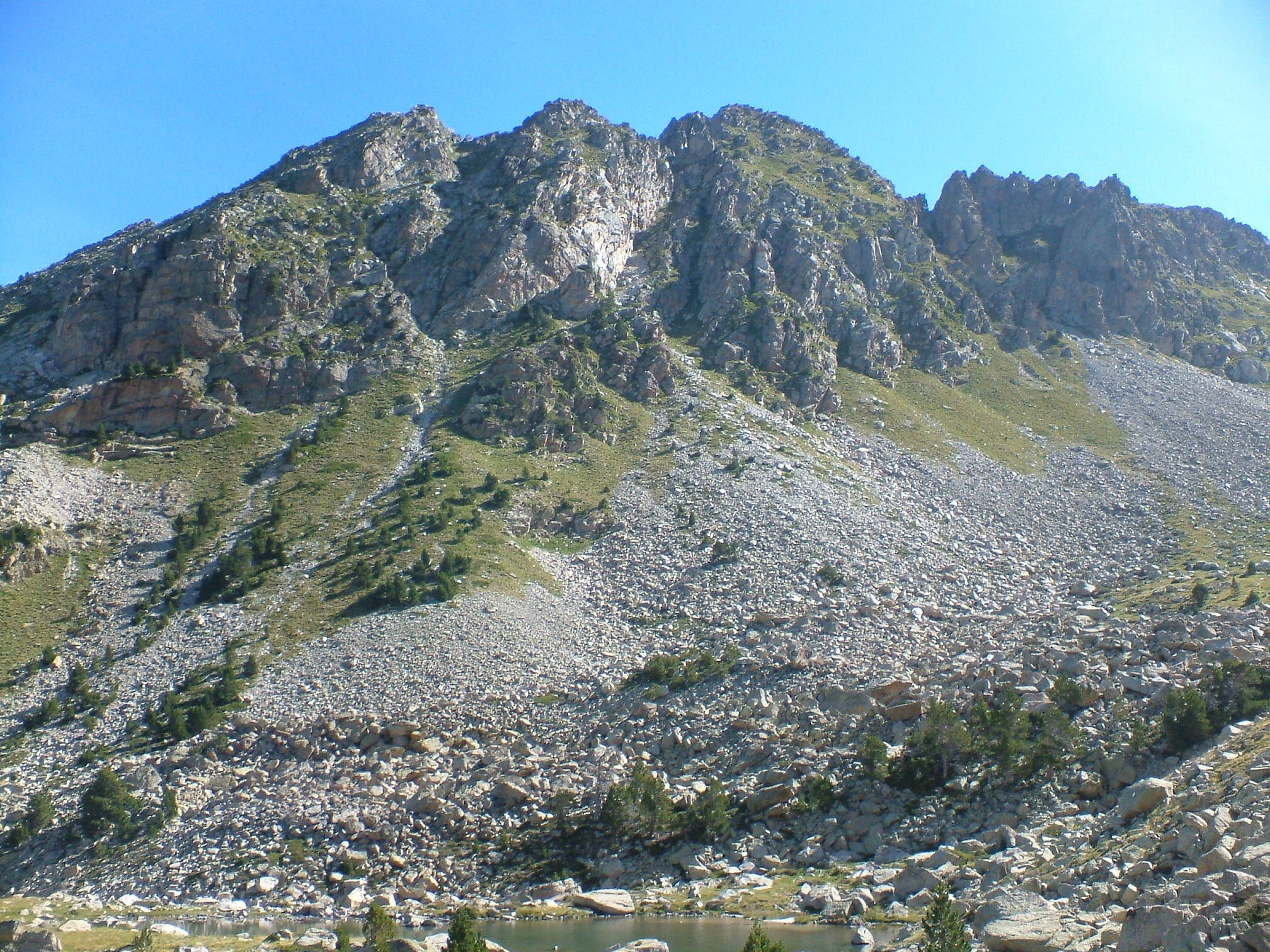
Tuc de la Montanyeta vist des de la Vall de Dellui.

El pic, de 2.674,8 metres, s'alça en el punt d'intersecció de les carenes que delimiten la Coma d'Amitges (E), la Vall de les Corticelles (N) i la Vall de Dellui (SO); amb el Bony de les Corticelles al nord, les Agulles de Dellui al nord-oest i les Pales de Cubieso al sud-est.

## Rutes[2]
El punt habitual per atacar el pic és la collada que separa les valls de les Corticelles i la Coma d'Amitges. El Refugi d'Estany Llong és el punt de sortida comú dels camins de les dues valls que condueixen cap al coll.
|}